# Empaperada

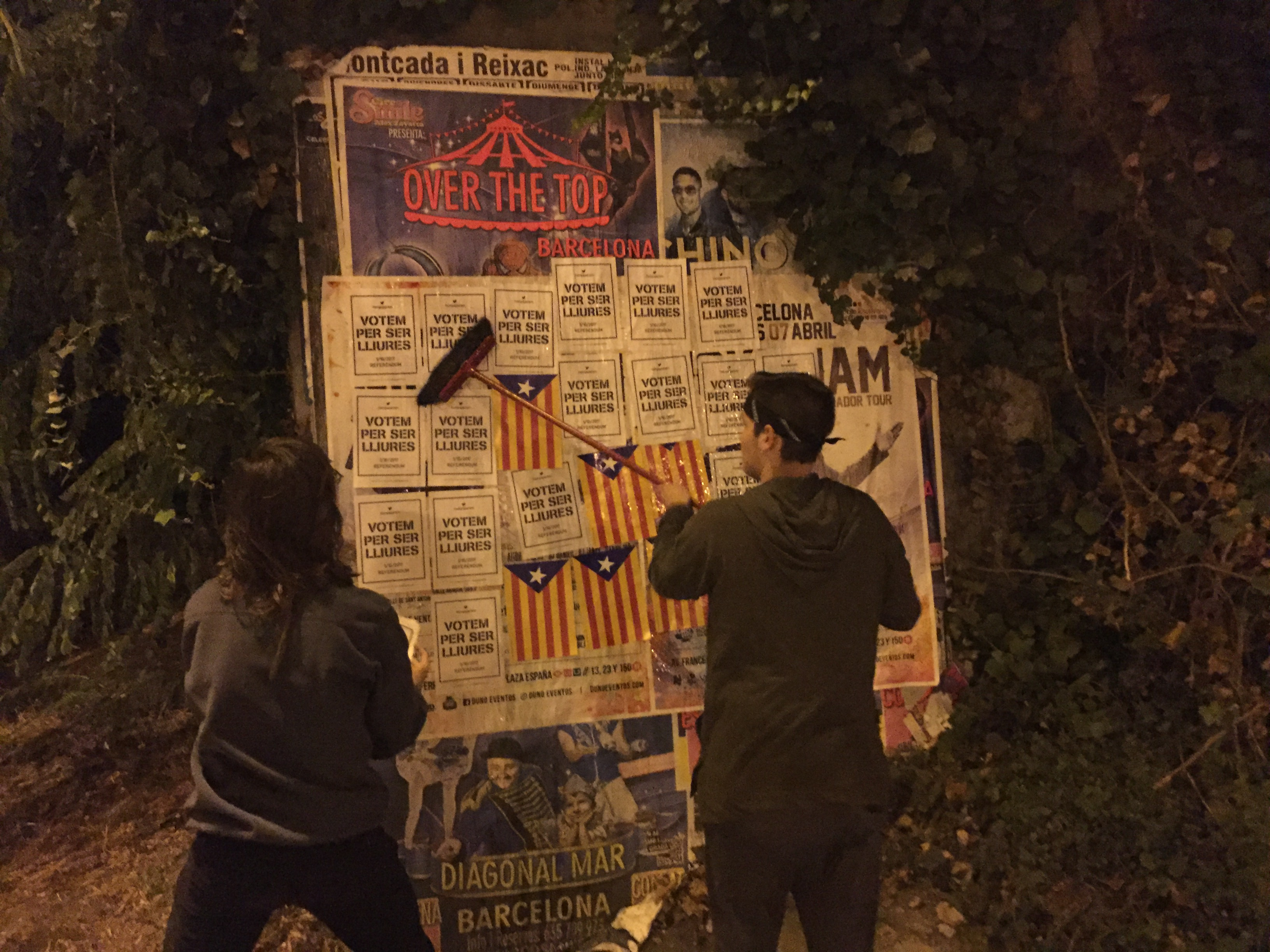
Empaperada de cartells «Votem per ser lliures» a Montcada i Reixac (2017).

Una empaperada també anomenada encartellada és un mètode de protesta lúdica i no violent desenvolupat a la primera meitat del segle xxi als Països Catalans.
S'ha creat com a alternativa a la impremta tradicional quan aquestes empreses privades no eren accessibles o eren intervingudes pels cossos d'ordre públic. Consisteix en la fabricació domèstica de cartells mitjançant impressores o fotocopiadores, generalment en format A4 per pal·liar la indisponibilitat de formats més grans a la majoria de les impressores i per la inaccessibilitat d'impremtes industrials. L'art aviat va trencar el quadre limitat del full A4 per la creació de cartells grans, composts de petits fulls. Si les impremtes són accessibles, també s'utilitzen impressions normals, com que per tiratges grans, són més econòmiques que la fabricació artesana. Nogensmenys per la popularitat d'impressores i fotocopiadores la producció artesana queda una eina pacífica per protegir la llibertat d'expressió en circumstàncies adverses.

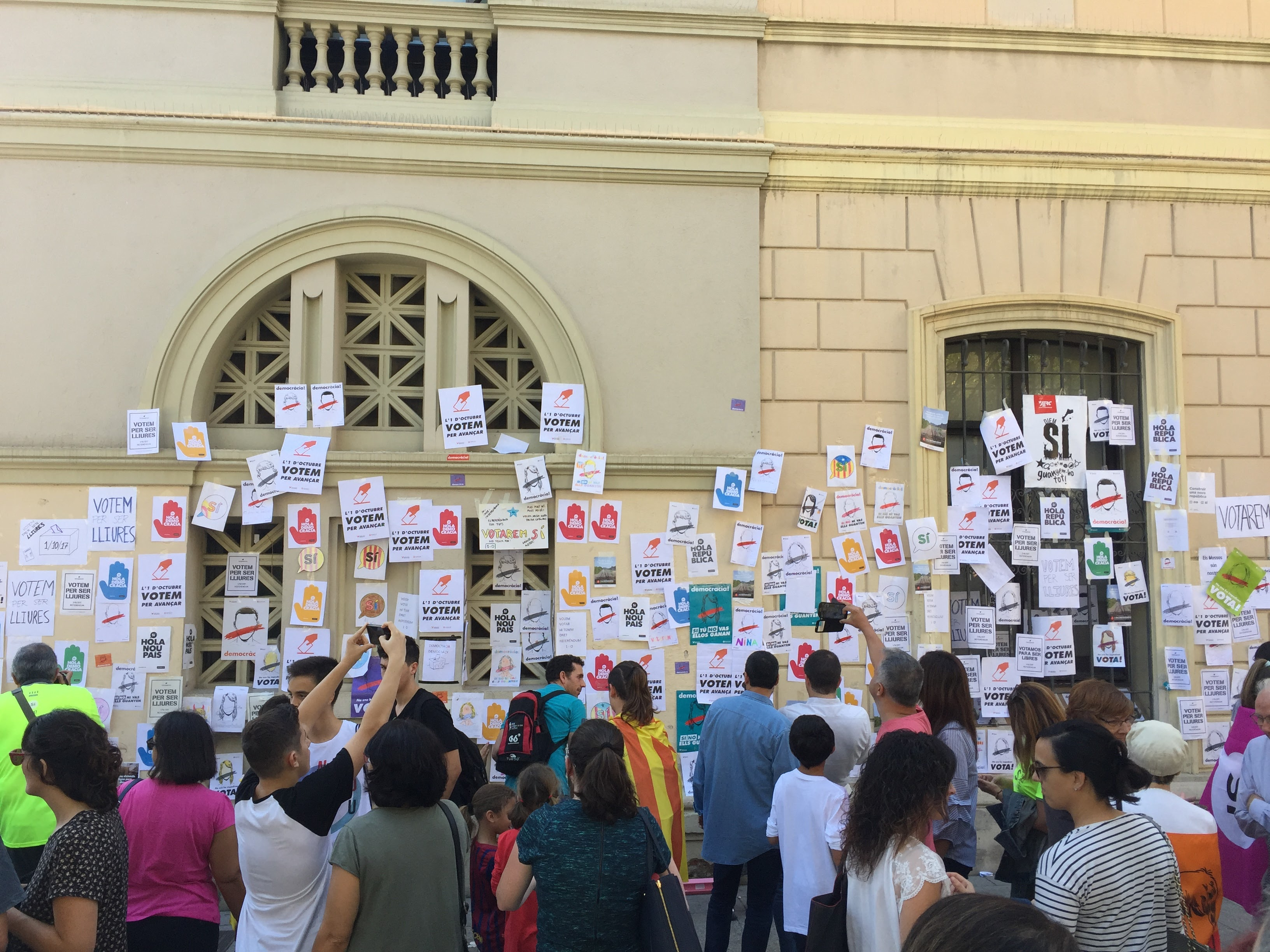
Empaperada a Sabadell

Com es tracta d'un acte simbòlic, en llocs privats o vitrines, per a evitar despeses permanents generalment s'utilitza cinta adhesiva fàcilment destacable. En suports menys delicats, s'utilitza engrut dissoluble a l'aigua que permet la dissolució amb el temps sense deixar traces d'aquest art efímer.
La paraula prové del verb empaperar, que significa «revestir de paper les parets d'una cambra, el dins d'un bagul, etc.» Per extensió s'utilitza igualment per cobrir panells, parets, cotxes de cartells artesans en guisa de protesta.

## Història
Els primers esments escrits d'aquesta mena d'activisme ja daten del 2013 al País Valencià.